# Dockanema
Dockanema war ein internationales Filmfestival für Dokumentarfilme, das jährlich zwischen 2006 und 2012 in Maputo (Mosambiks) stattfand. Begründet vom mosambikanischen Filmemacher Pedro Pimenta gewann das Dockanema-Festival in kürzester Zeit internationale Anerkennung und zog Filmemacher aus der ganzen Welt an. Aufgrund finanzieller Schwierigkeiten wurde die Festivalreihe nach sieben Jahren eingestellt.

## Geschichte,
Im Jahr 2006 begründete der mosambikanische Filmemacher Pedro Pimenta Dockanema in Form eines Festivals für Dokumentarfilme. Sein Ziel war es, das nach der Ära des Instituto Nacional de Cinema (INC) entstandene Vakuum im Kino zu füllen, die Sichtbarkeit des mosambikanischen Kinos auf nationaler und internationaler Ebene zu erhöhen und das Filmangebot für das nationale Publikum zu bereichern und zu diversifizieren. Unterstützung erhielt Pimenta vom Nachfolger des INC, dem Instituto Nacional de Audiovisual e Cinema, und dem Verband mosambikanischer Filmschaffender AMOCINE.
Das erste Festival fand im September 2006 statt, dabei wurden mehr als 70 Filme gezeigt; die zweite Ausgabe fand im September 2007 mit über 80 Filmen statt. Gezeigt wurden Filme aus Mosambik, wie auch aus Brasilien und Europa. Das Festival fand gleichzeitig in mehreren Theatern der mosambikanischen Hauptstadt statt, im Teatro Avenida, im Teatro Scala, im Centro Cultural Brasil-Moçambique, im Cine-Teatro Gilberto-Mendes und im Amphitheater der Kunstfakultät der Universität Eduardo Mondlane. Zwischen 7000 und 10.000 Zuschauern besuchten jährlich das Festival.
Rund die Hälfte des Festivalprogramms bestand aus portugiesischsprachigen Filmen, vor allem aus Brasilien. Filme in englischer und französischer Sprache wurden aufgrund begrenzter Ressourcen nur in eingeschränktem Umfang mit portugiesischen Untertiteln gezeigt. Inhaltlich legte das Programm des Festivals einen Schwerpunkt auf Mosambik bzw. den afrikanischen Kontinent, begrenzte sich aber darauf.
2010 organisierte Dockanema gemeinsam mit der Universidade Eduardo Mondlane die erste internationale Konferenz über das mosambikanische Kino mit Wissenschaftlern aus Europa, Amerika und Afrika. Das Festival organisierte auch Workshops für junge Filmemacher und runde Tische für öffentliche Debatten im INAC.
Im Jahr 2012 änderte das Festival seine Ausrichtung und wurde von der brasilianischen Firma Cine Internacional organisiert, wobei Pedro Pimenta als Kurator des Programms fungierte. Obwohl das Festival das gleiche Format hatte, war der Rückgang der finanziellen Unterstützung sichtbar, und es gab weniger internationale Gäste und weniger internationale Aufmerksamkeit. Auf dem Festival 2012 wurden nur sehr wenige Filme gezeigt, da es an finanzieller Unterstützung mangelte.
2013 wurde das Festival wegen mangelnder finanzieller Unterstützung komplett abgesagt und die Fortführung des Festivals eingestellt. Festivalgründer Pimenta beklagte die mangelnde Unterstützung seitens der mosambikanischen Regierung wie Versuche politische Vereinnahmug durch die geldgebenden ausländischen Botschaften.

## Festivaleditionen
- 1. Dockanema: 15. bis 24. September 2006; 70 Filme aus 27 Ländern,[4] 10.000 Zuschauer[5]
- 2. Dockanema: 14. bis 23. September 2007;[6] 14.000 Zuschauer[5]
- 3. Dockanema: 12. bis 21. September 2008[7]
- 4. Dockanema: 11. bis 20. September 2009[8]
- 5. Dockanema: 10. bis 19. September 2010[9]
- 6. Dockanema: 9. bis 18. September 2011[10]
- 7. Dockanema: 14. bis 23. September 2012[11]

## Bedeutung
Dockanema gilt als ein bedeutender Moment in der Geschichte des mosambikanischen Films, das Festival gewann in kürzester Zeit selbst internationale Anerkennung und zog Filmemacher aus der ganzen Welt an. Die mosambikanische Filmemacherin Isabel Noronha beschrieb die Bedeutung des Festivals folgendermaßen:

«[...] o Dockanema inaugurou uma era na qual nós, cineastas moçambicanos, começámos a poder mostrar os nossos filmes a um público mais alargado, e também a ter a possibilidade de vermos os filmes uns dos outros e aqueles que se fazem noutros locais. Tudo isto é muito importante em termos de reflexão daquilo que nós próprios fazemos.»

„[...] Mit Dockanema begann eine Ära, in der wir, die mosambikanischen Filmemacher, unsere Filme einem breiteren Publikum zeigen konnten und auch die Möglichkeit hatten, die Filme der anderen zu sehen und die, die anderswo gemacht wurden. All das ist sehr wichtig, um darüber nachzudenken, was wir selbst tun“

Festivalgründer Pimenta schrieb Dockanema eine positive Auswirkung zu:

«Creio que gradualmente há uma alteração de atitude. As pessoas deram-se conta de que apesar de todas as dificuldades que temos neste país, é possível fazerem-se coisas com determinado padrão de qualidade. A mediocridade não pode ser traduzida e explicada só e apenas pela ausência de recursos. É possível fazer melhor com o pouco que temos»

„Ich denke, dass sich allmählich ein Umdenken vollzieht. Die Menschen haben erkannt, dass es trotz aller Schwierigkeiten, die wir in diesem Land haben, möglich ist, Dinge mit einem gewissen Qualitätsstandard zu tun. Mittelmäßigkeit lässt sich nicht nur mit fehlenden Mitteln erklären. Es ist möglich, mit dem Wenigen, das wir haben, mehr zu erreichen.“

In den ersten Jahren des Dockanema waren die mosambikanischen Beiträge vor allem „NGO-Filme“, die sich mit HIV, häuslicher Gewalt und Bildungsprogrammen befassten, was die begrenzte Finanzierung der lokalen Filmproduktion widerspiegelte. Bis 2010 kamen neue Themen hinzu, die von Geschichten über behinderte Menschen, Musiker, bildende Künstler und historische Momente in Mosambik reichen. Dies könnte darauf hindeuten, dass die von Dockanema geschaffene Plattform mit ihrem Fokus auf die Möglichkeiten des Filmemachens die einheimischen Filmemacher ermutigt hat, sich selbst weiterzuentwickeln; die Interaktion jüngerer Filmemacher mit ausländischen Regisseuren und Spezialisten scheint ihre Fähigkeiten verbessert und neue Möglichkeiten eröffnet zu haben.